# Harry Källström
Harry "Sputnik" Källström (1939. június 30. – 2009. július 13.) svéd raliversenyző, egyszeres rali-világbajnoki futamgyőztes.

## Pályafutása

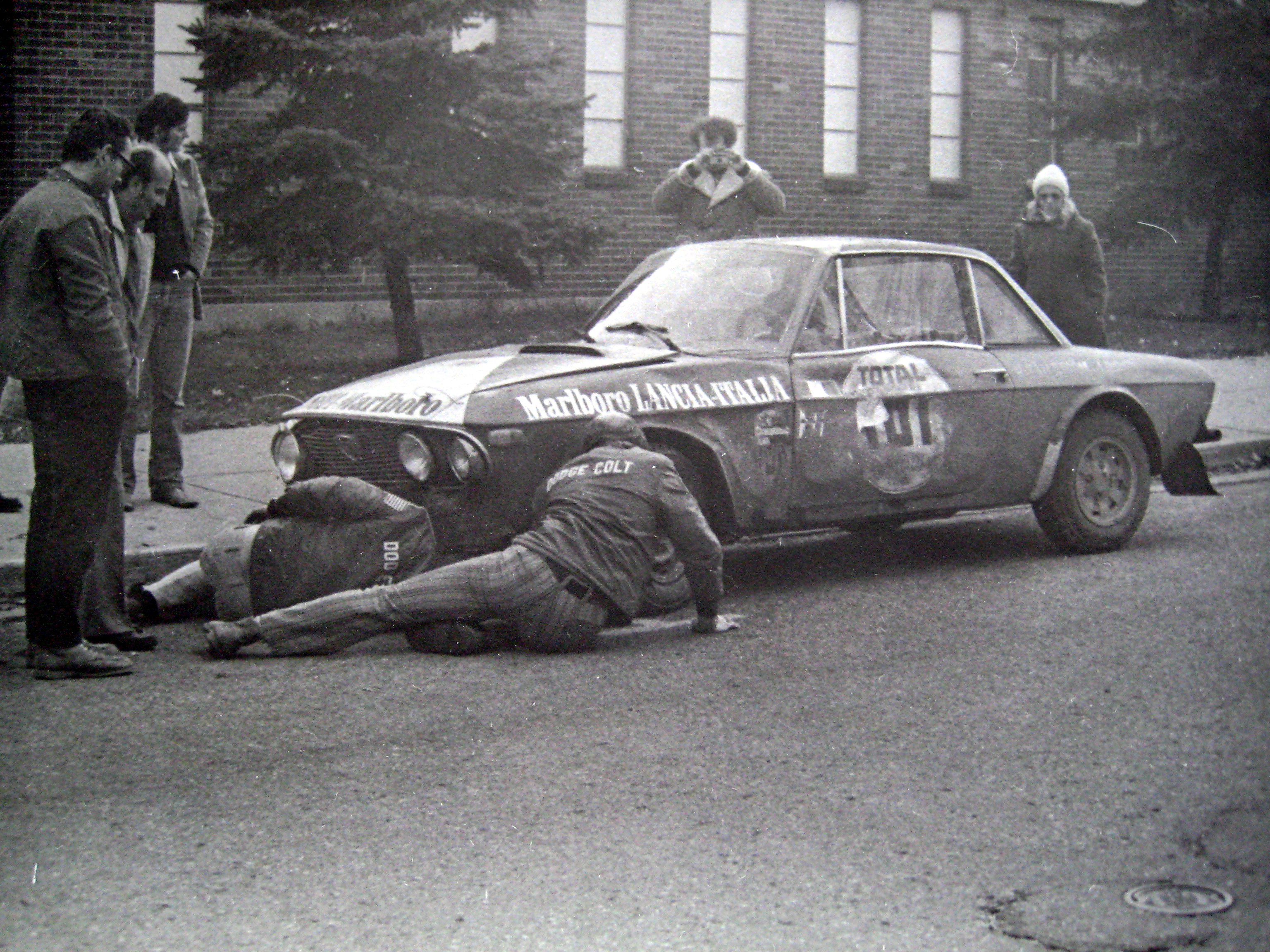
Kallström 1972-ben egy amerikai raliversenyen

1957-ben debütált a ralisportban. 1969-ben egy megnyerte az európai ralibajnokságot, valamint 1969-ben és 70-ben is győzni tudott a már akkor nagy hagyományokkal bíró RAC-ralin.
Harry jelen volt az 1973-as Monte Carlo-ralin, mely a rali-világbajnokság történetének első versenye volt. Pályafutása egyetlen világbajnoki győzelmét 1976-ban az Akropolisz-ralin, egy Datsunal szerezte. Huszonnyolc világbajnoki versenyén négyszer állt dobogón, és négy szakaszgyőzelmet szerzett.

### Rali-világbajnoki győzelmei
| #  | Dátum             | Rali            | Navigátor             | Autó        | Összefoglaló |
| -- | ----------------- | --------------- | --------------------- | ----------- | ------------ |
| 1. | 1976. május 22-28 | Akropolisz-rali | Claes-Göran Andersson | Datsun 160J | Összefoglaló |

## Külső hivatkozások
- Profilja a rallybase.nl honlapon
- Profilja a juwra.com honlapon